# Marcel Gautherot
Pour les articles homonymes, voir Gautherot.
Marcel Gautherot, né le 14 juillet 1910 à Paris et mort le 8 octobre 1996 à Rio de Janeiro, est un photographe français ayant effectué la majeure partie de sa carrière au Brésil. Il est notamment connu pour sa série sur la construction de la nouvelle capitale brésilienne Brasilia.

## Biographie
Né d'un père ouvrier et d'une mère couturière, Marcel Gautherot entame en 1925 des études en arts et plus particulièrement en architecture qu'il ne termine pas. Il suit alors les cours du soir de l'École nationale des arts décoratifs.
En 1930, il participe au congrès de Solhberg réunissant des étudiants franco-allemands opposés à la montée du nazisme. La revue Notre temps proche des idées socialistes publie à cette occasion une édition spéciale. Marcel Gautherot y rédige un texte intitulé Discours sur l'architecture faisant écho aux idées du Corbusier. Ce texte préfigure le rapprochement entre architecture et photographie établi par le photographe tout au long de sa carrière.
Au début des années 1930, l'artiste évolue de l'architecture à la photographie en se rapprochant d'Alliance-Photo, la première agence photographique française. En 1936, il commence à travailler au Musée de l'Homme où il organise le fonds photographique avec Pierre Verger. En 1939, alors qu'il est toujours en poste au musée, il décide de réaliser un reportage photographique sur l'Amazonie. Son voyage au Brésil sera écourté par la Seconde Guerre mondiale étant appelé sous les drapeaux. Il servira l'armée française à Dakar au Sénégal. Démobilisé en 1940, il retourne au Brésil pour ne jamais quitter ce pays.
Rapidement, il intègre le Service du Patrimoine Historique et Artistique National (SPHAN) à Rio de Janeiro où il côtoie notamment Rodrigo Melo Franco de Andrade et Lucio Costa. Fort de son expérience au Musée de l'Homme, il livre de nombreux travaux de documentations architectonique et artistique. 
De 1942 à 1944, il entame sa collaboration avec Oscar Niemeyer en documentant l'ensemble architectural de Pampulha à Belo Horizonte, projet commandé par le maire de la ville d'alors, Joscelino Kubitschek. Celui-ci, devenu quelques années plus tard président du Brésil, sera à l'origine du projet de la nouvelle capitale, Brasilia au début des années 1960. Niemeyer et Gautherot se retrouvent alors sur ce projet. Tout au long de sa carrière, Marcel Gautherot sera ainsi un témoin privilégié de l'évolution du Brésil et de son architecture moderne.